# Plahteanka, Makariv
Plahteanka (în ucraineană Плахтянка) este o comună în raionul Makariv, regiunea Kiev, Ucraina, formată numai din satul de reședință.

## Demografie
Componența lingvistică a comunei Plahteanka
     Ucraineană (95,97%)
     Rusă (3,09%)
     Alte limbi (0,67%)
Conform recensământului din 2001, majoritatea populației comunei Plahteanka era vorbitoare de ucraineană (95,97%), existând în minoritate și vorbitori de rusă (3,09%).